# Mimudea rocinalis
Mimudea rocinalis là một loài bướm đêm trong họ Crambidae.